# Ricchezza senza domani
Ricchezza senza domani è un film del 1939 diretto da Ferdinando Maria Poggioli.
La pellicola è stata girata a Cinecittà.

## Trama
Un industriale, dopo aver accasato felicemente la nipote e aver donato agli operai il proprio stabilimento, si ritira in campagna con la moglie - una donna piuttosto frivola che non lo ha mai apprezzato - che ora capisce il valore del marito.

## Accoglienza

### Critica
Filippo Sacchi in Corriere della Sera, 25 febbraio 1940:
"La ricchezza, nel suo valore umano e nei suoi aspetti sociali, è il problema del film di Poggioli che, appunto per la presenza di questo problema, si distingue dalla normale vuotaggine dei film d'ogni giorno. (...) Ricchezza senza domani è la prima prova di Poggioli direttore. Egli dimostra, per quel che lo riguarda, di saper tenere in mano attori e scene, e di poter passare senz'altro nei ruoli della nostra regia. Si indovina un istinto di narratore".